# Déborah Chock
 (décembre 2018).
Déborah Chock est une artiste plasticienne française, née à Casablanca le 18 février 1958. 
Elle vit et travaille à Paris[réf. nécessaire].

## Biographie
Après deux années de droit, Déborah Chock a suivi un itinéraire allant de la littérature aux études théâtrales. Attirée par les Arts et des études à la fois théoriques et pratiques (un DEA d'études Théâtrales), elle s'adonne en parallèle à l'étude de la sémiologie, de la narration, du dialogue et de la mise en scène à laquelle elle se destinait. Ce parcours est l'occasion d'une rencontre avec Antoine Vitez ; elle est un temps l'assistante de son école à Chaillot[réf. nécessaire].
Son intérêt pour la psychanalyse guidera et influencera une bonne partie de son approche artistique. La combinaison de ces deux modes d’expression, écriture et peinture, conduira Déborah Chock, depuis 1990 où elle ouvre sa première galerie, vers un domaine où peuvent fusionner image, langage et matière : la peinture.
Dans un premier temps son travail est révélé au grand public à travers l'édition de cartes postales, à l'origine de grandes tôles peintes, où couleurs et messages fusionnaient : Les Couleurs de la Vie. Un travail qui lui permet, via de très nombreux diffuseurs à l'international, de vulgariser sa peinture et d'en affirmer la singularité.
Depuis ces années 1990, son travail n'a cessé de se développer : une évolution accomplie sans jamais renoncer à cette constante, des mots et de la matière picturale, comme l'attestent trois ouvrages espacés dans le temps : Le Carnaval des Mots 1 en 2005, Ouvrir m'apPorte en 2013 et le Carnaval des Mots 2 en 2015...
Régulièrement exposée en France ou en Belgique et bien que distante du monde de l'art contemporain, elle déploie son travail sous forme d'installations : toiles de grands formats, projections vidéo et matières sonores prolongent la relation que l'artiste entretient avec les mots et la peinture. Le 6 octobre 2018, l'installation « Mais je rêve ! » programmée par Nuit Blanche donnait à voir, aux Mairies du 3e et du 16e arrondissements, cette nouvelle dimension du travail de l'artiste, se projetant à grande échelle dans une scénographie onirique.